# Algieria na Zimowych Igrzyskach Olimpijskich 1992
Algierię na Zimowych Igrzyskach Olimpijskich 1992 reprezentowało czworo zawodników – trzech mężczyzn i jedna kobieta. Był to debiut reprezentacji Algierii na zimowych igrzyskach olimpijskich. Algierska reprezentacja nie zdobyła żadnego medalu.  

## Skład reprezentacji

### Narciarstwo alpejskie
| Zawodnik         | Wiek | Konkurencja   | Wyścig 1     | Wyścig 1     | Wyścig 2     | Wyścig 2     | Suma         | Suma         |
| Zawodnik         | Wiek | Konkurencja   | Czas         | Miejsce      | Czas         | Miejsce      | Czas         | Miejsce      |
| ---------------- | ---- | ------------- | ------------ | ------------ | ------------ | ------------ | ------------ | ------------ |
| Kobiety          |      |               |              |              |              |              |              |              |
| Nacera Boukamoum | 20   | Supergigant   | —            | —            | —            | —            | 1:56,07      | 48           |
| Nacera Boukamoum | 20   | Slalom gigant | 1:32,66      | 53           | 1:31,80      | 41           | 3:04,46      | 42           |
| Mężczyźni        |      |               |              |              |              |              |              |              |
| Mourad Guerri    | 17   | Supergigant   | —            | —            | —            | —            | 1:32,76      | 83           |
| Mourad Guerri    | 17   | Slalom gigant | 1:28,34      | 97           | 1:51,99      | 89           | 3:20,33      | 85           |
| Mourad Guerri    | 17   | Slalom        | Nie ukończył | Nie ukończył | Nie ukończył | Nie ukończył | Nie ukończył | Nie ukończył |
| Kamel Guerri     | 23   | Supergigant   | —            | —            | —            | —            | 1:38,94      | 90           |
| Kamel Guerri     | 23   | Slalom gigant | 1:28,85      | 99           | 1:34,92      | 81           | 3:03,77      | 80           |
| Allaoua Latef    | 20   | Slalom        | Nie ukończył | Nie ukończył | Nie ukończył | Nie ukończył | Nie ukończył | Nie ukończył |